# Voleibol nos Jogos Olímpicos de Verão de 1984
O voleibol nos Jogos Olímpicos de Verão de 1984 foi realizado em Los Angeles, nos Estados Unidos. Todas as suas partidas aconteceram no Long Beach Arena, em Long Beach.

## Eventos
Dois eventos da modalidade distribuíram medalhas nos Jogos:
- Torneio masculino (10 equipes)
- Torneio feminino (8 equipes)

## Qualificação
Foi permitido para cada Comitê Olímpico Nacional (CON) competir com apenas um time em cada torneio (masculino e feminino). Como país-sede, os Estados Unidos tiveram garantida uma vaga em cada um dos torneios.
Masculino
| Torneio de qualificação          | Data                                 | Sede         | Vagas | Qualificados              |  |
| -------------------------------- | ------------------------------------ | ------------ | ----- | ------------------------- |  |
| País-sede                        | 18 de maio de 1978                   | Atenas       | 1     | Estados Unidos            |  |
| Jogos Olímpicos de 1980          | 20 de julho–1 de agosto de 1980      | Moscou       | 1     | União Soviética1 · China  |  |
| Copa do Mundo de 1981            | 19–28 de novembro de 1981            | Japão        | 1     | Cuba1 · Tunísia           |  |
| Campeonato Mundial de 1982       | 1–15 de outubro de 1982              | Argentina    | 1     | Brasil                    |  |
| Campeonato Africano de 1983      | Dezembro de 1983                     | Port Said    | 1     | Egito                     |  |
| Campeonato Asiático de 1983      | 23 de novembro–1 de dezembro de 1983 | Fukuoka      | 1     | Japão                     |  |
| Campeonato Europeu de 1983       | 17–25 de setembro de 1983            | França       | 1     | Polônia1 · Itália         |  |
| Campeonato da NORCECA de 1983    | 13–17 de julho de 1983               | Indianapolis | 1     | Canadá                    |  |
| Campeonato Sul-americano de 1983 | 27–31 de julho de 1983               | São Paulo    | 1     | Argentina                 |  |
| Repescagem Mundial               | 4–8 de janeiro de 1984               | Bulgária     | 1     | Bulgária1 · Coreia do Sul |  |
| Total                            |                                      |              | 10    |                           |  |

↑1  União Soviética, Cuba, Polônia e Bulgária retiraram-se por causa do boicote liderado pelos soviéticos e foram substituídos por China, Tunísia, Itália e Coréia do Sul, respectivamente.
Feminino
| Torneio de qualificação          | Data                      | Sede         | Vagas | Qualificados                           |  |
| -------------------------------- | ------------------------- | ------------ | ----- | -------------------------------------- |  |
| País-sede                        | 18 de maio de 1978        | Atenas       | 1     | Estados Unidos                         |  |
| Jogos Olímpicos de 1980          | 21–29 de julho de 1980    | Moscou       | 1     | União Soviética                        |  |
| Campeonato Mundial de 1982       | 12–25 de setembro de 1982 | Lima         | 1     | China                                  |  |
| Campeonato Asiático de 1983      | 10–17 de novembro de 1983 | Fukuoka      | 1     | Japão                                  |  |
| Campeonato Europeu de 1983       | 17–25 de setembro de 1983 | Rostock      | 1     | Alemanha Oriental · Alemanha Ocidental |  |
| Campeonato da NORCECA de 1983    | 12–16 de julho de 1983    | Indianapolis | 1     | Cuba · Canadá                          |  |
| Campeonato Sul-americano de 1983 | 2–6 de agosto de 1983     | São Paulo    | 1     | Peru                                   |  |
| Wild card                        | —                         | —            | 1     | Brasil                                 |  |
| Wild card                        | —                         | —            | 1     | Coreia do Sul                          |  |
| Total                            |                           |              | 8     |                                        |  |

## Medalhistas
Os Estados Unidos foram campeões olímpicos de voleibol pela primeira vez, derrotando o Brasil na final. A Itália ganhou o bronze frente ao Canadá. No feminino, a China superou a equipe dos Estados Unidos para ganhar a medalha de ouro e seu primeiro título no torneio, enquanto a seleção do Japão foi bronze ao derrotar a seleção peruana.
| Evento             | Ouro | Prata | Bronze |
| ------------------ | --- | --- | --- |
| Masculino detalhes | Dusty Dvorak Dave Saunders Steve Salmons Paul Sunderland Rich Duwelius Steve Timmons Craig Buck Marc Waldie Chris Marlowe Aldis Berzins Pat Powers Karch Kiraly USA Estados Unidos | Bernardo Rezende Xandó de Oliveira Neto Antônio Carlos Ribeiro José Montanaro Rui Nascimento Renan Dal Zotto William Silva Amauri Ribeiro Marcus Vinícius Freire Domingos Lampariello Bernard Rajzman Fernando Ávila BRA Brasil | Marco Negri Pier Paolo Lucchetta Giancarlo Dametto Franco Bertoli Francesco Dall'Olio Piero Rebaudengo Giovanni Errichiello Guido De Luigi Fabio Vullo Giovanni Lanfranco Paolo Vecchi Andrea Lucchetta ITA Itália |
| Feminino detalhes  | Lang Ping Liang Yan Zhu Ling Hou Yuzhu Yang Xilan Jiang Ying Li Yanjun Yang Xiaojun Zheng Meizhu Zhang Rongfang Su Huijuan Zhou Xiaolan CHN China                                  | Paula Weishoff Sue Woodstra Rita Crockett Laurie Flachmeier Carolyn Becker Flo Hyman Rose Magers Julie Vollertsen Debbie Green Kim Ruddins Jeanne Beauprey Linda Chisholm USA Estados Unidos                                    | Yumi Egami Kimie Morita Yuko Mitsuya Miyoko Hirose Kyoko Ishida Yoko Kagabu Norie Hiro Kayoko Sugiyama Sachiko Otani Keiko Miyajima Emiko Odaka Kumi Nakada JPN Japão                                              |

## Quadro de medalhas do voleibol
| Ordem | País               | Medalha de ouro | Medalha de prata | Medalha de bronze | Total |
| ----- | ------------------ | --------------- | ---------------- | ----------------- | ----- |
| 1     | USA Estados Unidos | 1               | 1                | 0                 | 2     |
| 2     | CHN China          | 1               | 0                | 0                 | 1     |
| 3     | BRA Brasil         | 0               | 1                | 0                 | 1     |
| 4     | ITA Itália         | 0               | 0                | 1                 | 1     |
| 4     | JPN Japão          | 0               | 0                | 1                 | 1     |